# Andy García
Andy García, eg. Andrés Arturo García Menéndez, född 12 april 1956 i Havanna, Kuba, är en amerikansk skådespelare och regissör. Garcia är bland annat känd för sina roller i De omutbara och Gudfadern del III.

## Biografi

### Uppväxt
Andy García föddes i Havanna i en förmögen familj. Då Garcia var fem år gammal skedde invasionen av Grisbukten och familjen tvingades att flytta till Miami i Florida, där de arbetade med allt möjligt för att överleva. Efter några år lyckades de dock bygga upp ett parfymföretag. García gick på Miami Beach Senior High School, där han spelade i basketlaget. Under sitt sista år i highschool blev han dock sjuk i en allvarlig form av körtelfeber, vilket hindrade honom från att satsa på idrotten och istället fick honom att börja med teatern.

### Skådespelarkarriär
García började på Florida International University, men flyttade snart till Hollywood. 1981 fick han en roll i det allra första avsnittet av TV-serien Spanarna på Hill Street. Han syntes även i det allra första avsnittet av Mord och inga visor (1984). Han spelade sen birollen mot Kurt Russell i Het linje (1985). Han fick sitt genombrott med filmen De omutbara (1987) som regisserades av Brian De Palma och innehöll en ensemble av skådespelare som Kevin Costner, Sean Connery, Robert De Niro, Charles Martin Smith och Patricia Clarkson. Filmen blev en kritikerfavorit och en finansiell succé.
Han syntes sen i den Ridley Scott regisserade Black Rain (1989) som inte fick ett särskilt bra mottagande bland kritiker men blev en finansiell framgång. Francis Ford Coppola anlitade García till att spela Vincent Corleone i Gudfadern del III (1990). Han nominerades till en Oscar i kategorin bästa manliga biroll för sin prestation och blev en internationellt erkänd stjärna. Han nominerades även till en Golden Globe. Under resten av 1990-talet syntes han i storfilmer som Misstänka förbindelser (1990), Slumpens hjälte (1992), When a Man Loves a Woman (1994), Things to Do in Denver When You're Dead (1995), Night Falls on Manhattan (1996), Hoodlum (1997) och Sista utvägen (1998).
García både producerade och porträtterade musikern Arturo Sandoval i HBO-filmen For Love or Country: The Arturo Sandoval Story (2000) vilket gav honom ytterligare en Golden Globe-nominering. Han blev även nominerad till en Emmy. Han var sen en del av ensemblen i Ocean's Eleven (2001) där han spelade den arroganta casinoägaren Terry Benedict. I filmen medverkade även George Clooney, Brad Pitt, Matt Damon och Julia Roberts och var en nyinspelning av filmen med samma namn från 1960. Han repriserade rollen i uppföljarna Ocean's Twelve (2004) och Ocean's Thirteen (2007). År 2005 skrev, regisserade och spelade han i The Lost City mot Dustin Hoffman och Bill Murray. Tillsammans med Sharon Stone medverkade han i det absolut sista avsnittet av den turkiska TV-serien Kurtlar Vadisi (2006).
Efter sin medverkan i Ocean's Thirteen hade García stora motgångar i karriären och syntes i princip enbart i floppar så som New York, I Love You (2008), Rosa Pantern 2 (2009), 5 Days of August (2011), Open Road (2013) och Let's Be Cops (2014). Garcías karriär fick något av ett uppsving när han skulle spela borgmästare i nyinspelningen av Ghostbusters (2016). Filmen var emotsedd och fick ett gott mottagande. Han fick efter det en roll i den extremt framgångsrika Mamma Mia! Here We Go Again (2018) och var en del av ensemblen tillsammans med Cher, Stellan Skarsgård, Colin Firth, Amanda Seyfried, Lily James och Pierce Brosnan. Samma år medverkade han också i succéerna Book Club, The Mule och HBO-filmen My Dinner with Hervé. Han har sedan medverkat i Guy Ritchie-filmen Wrath of Man (2021), Expen4bles (2023) och uppföljaren Book Club: The Next Chapter (2023) som visserligen inte blev samma succé som föregångaren.

## Privatliv
García mötte sin nuvarande fru, Marivi Lorido, redan när de pluggade på universitetet. De var ett par i sju år innan de gifte sig den 24 september 1982. Paret har fyra barn och familjen delar sin tid mellan Toluca Lake, Los Angeles och Key Biscayne, Florida.
Han är katolik och amerikansk medborgare.

## Filmografi (i urval)

### Film
| År   | Titel                                          | Roll                                   | Notering                    |
| ---- | ---------------------------------------------- | -------------------------------------- | --------------------------- |
| 1983 | Blue Skies Again                               | Ken                                    |                             |
| 1983 | Guaguasi                                       | Ricardo                                |                             |
| 1983 | A Night in Heaven                              | T. J. The Bartender                    |                             |
| 1984 | Ensam är pest                                  | Okänd roll                             | Okrediterad                 |
| 1985 | Het linje                                      | Ray Martínez                           |                             |
| 1986 | Åtta miljoner sätt att dö                      | Angel Maldonado                        |                             |
| 1987 | De omutbara                                    | Agent George Stone/Giuseppe Petri      |                             |
| 1988 | Vinna eller försvinna                          | Dr. Ramírez                            |                             |
| 1988 | Vredens dag                                    | Clinton Dillard                        | TV-film                     |
| 1988 | American Roulette                              | Carlos Quintas                         |                             |
| 1989 | Black Rain                                     | Det. Charlie Vincent                   |                             |
| 1990 | Misstänkta förbindelser                        | Raymond Avilla                         |                             |
| 1990 | Avslöjandet                                    | Luis Ángel Mora                        |                             |
| 1990 | Gudfadern del III                              | Vincent Santino Corleone               |                             |
| 1991 | Död på nytt                                    | Gray Baker                             |                             |
| 1992 | Slumpens hjälte                                | John Bubber                            |                             |
| 1992 | Jennifer 8                                     | Sgt. John Berlin                       |                             |
| 1994 | When a Man Loves a Women                       | Michael Green                          |                             |
| 1995 | Things To Do in Denver When You're Dead        | Jimmy "The Saint" Tosnia               |                             |
| 1995 | Farliga sinnen – Dangerous Minds               |                                        | Bortklippt                  |
| 1995 | Blodspengar                                    | Ruben Partida Martinez / Robert Martin |                             |
| 1996 | Night Falls on Manhattan                       | Sean Casey                             |                             |
| 1996 | Lorca                                          | Federico García Lorca                  |                             |
| 1997 | Hoodlum                                        | Charlie "Lucky" Luciano                |                             |
| 1998 | Sista utvägen                                  | Frank Conner                           |                             |
| 1999 | Just the Ticket                                | Gary Starke                            | Även producent              |
| 1999 | Swing Vote                                     | Joseph Michael Kirkland                | TV-film                     |
| 2000 | Lakeboat                                       | Guigliani                              |                             |
| 2000 | For Love or Country: The Arturo Sandoval Story | Arturo Sandoval                        | TV-film, även producent     |
| 2001 | The Unsaid                                     | Michael Hunter                         | Även producent              |
| 2001 | The Man from Elysian Fields                    | Byron Tiller                           | Även producent              |
| 2001 | Ocean's Eleven                                 | Terry Benedict                         |                             |
| 2003 | Confidence                                     | Special Agent Gunther Butan            |                             |
| 2004 | Twisted                                        | Mike Delmarco                          |                             |
| 2004 | Modigliani                                     | Amedeo Modigliani                      | Även producent              |
| 2004 | Ocean's Twelve                                 | Terry Benedict                         |                             |
| 2005 | The Lazarus Child                              | Jack Heywood                           |                             |
| 2005 | The Lost City                                  | Fico Fellove                           | Även regissör och producent |
| 2006 | Smokin' Aces                                   | Stanley Locke                          |                             |
| 2007 | The Air I Breathe                              | Fingers                                |                             |
| 2007 | Ocean's Thirteen                               | Terry Benedict                         |                             |
| 2008 | New York, I Love You                           | Garry                                  |                             |
| 2008 | Chihuahuan från Beverly Hills                  | Delgado                                | Röstroll                    |
| 2009 | Rosa pantern 2                                 | Insp. Vicenzo Brancaleone              |                             |
| 2009 | City Island                                    | Vince Rizzo                            | Även producent              |
| 2009 | The Line                                       | Javier Salazar                         |                             |
| 2010 | Across the Line                                | Jorge Garza                            |                             |
| 2011 | 5 Days of War                                  | Mikheil Saakashvili                    |                             |
| 2012 | For Greater Glory                              | Enrique Gorostieta Velarde             |                             |
| 2012 | A Dark Truth                                   | Jack Begosian                          |                             |
| 2013 | Christmas in Conway                            | Duncan Mayor                           | TV-film                     |
| 2013 | Open Road                                      | Chuck                                  |                             |
| 2013 | At Middleton                                   | George Hartman                         |                             |
| 2014 | Let's Be Cops                                  | Detective Brolin                       |                             |
| 2014 | Kill the Messenger                             | Norwin Meneses                         |                             |
| 2014 | Rob the Mob                                    | Big Al                                 |                             |
| 2014 | Rio 2 – Prövar vingarna i Amazonas             | Eduardo                                | Röstroll                    |
| 2016 | Ghostbusters                                   | Borgmästare Bradley                    |                             |
| 2016 | Max Steel                                      | Dr. Miles Edwards                      |                             |
| 2016 | True Memoirs of an International Assassin      | El Toro                                |                             |
| 2016 | Passengers                                     | Admiral Norris                         |                             |
| 2017 | Geostorm                                       | President Andrew Palma                 |                             |
| 2018 | Bent                                           | Jimmy Murtha                           |                             |
| 2018 | Book Club                                      | Mitchell                               |                             |
| 2018 | My Dinner with Hervé                           | Ricardo Montalbán                      | TV-film                     |
| 2018 | Mamma Mia! Here We Go Again                    | Fernando Cienfuegos                    |                             |
| 2018 | The Mule                                       | Laton                                  |                             |
| 2019 | Against the Clock                              | Garald Hotchkiss                       |                             |
| 2020 | Ana                                            | Rafael "Rafa" Rodriguez                |                             |
| 2020 | Words on Bathroom Walls                        | Fader Patrick                          |                             |
| 2021 | Redemption Day                                 | Ambassador Williams                    |                             |
| 2021 | Barb and Star Go to Vista Del Mar              | Tommy Bahama                           | Okrediterad                 |
| 2021 | Wrath of Man                                   | FBI Agent King                         |                             |
| 2022 | Big Gold Brick                                 | Floyd Deveraux                         |                             |
| 2022 | Father of the Bride                            | Guillermo "Billy" Herrera              | Även producent              |
| 2023 | Book Club: The Next Chapter                    | Mitchell                               |                             |
| 2023 | Expend4bles                                    | Marsh                                  |                             |
| 2023 | Miranda's Victim                               | Alvin Moore                            |                             |
| 2023 | Pain Hustlers                                  | Jack Neel                              |                             |
| 2024 | What About Love                                | Peter Tarlton                          |                             |

### TV
| År        | Titel                             | Roll                    | Notering                                           |
| --------- | --------------------------------- | ----------------------- | -------------------------------------------------- |
| 1978      | ¿Qué Pasa, USA?                   | Pepe                    | Avsnitt: "Here Comes the Bride"                    |
| 1979      | Archie Bunker's Place             | Manuel                  | Avsnitt: "Building the Restaurant"                 |
| 1981      | Spanarna på Hill Street           | Ernesto                 | Avsnitt: "Hill Street Station"                     |
| 1983      | For Love and Honor                | Medic                   | Avsnitt: "For Love and Honor (Pilot)"              |
| 1984      | Mord och inga visor               | Tuff kille #1           | Avsnitt: "The Murder of Sherlock Holmes (Pilot)"   |
| 1984      | Brothers                          | Jose                    | Avsnitt: "Happy Birthday Me!"                      |
| 1984      | Spanarna på Hill Street           | Ernesto                 | Avsnitt: "Hair Apparent"                           |
| 1985      | The New Alfred Hitchcock Presents | Alejandro               | Avsnitt: "Breakdown"                               |
| 1986      | Foley Square                      | Uppträdare              | Avsnitt: "The Star"                                |
| 2001      | Frasier                           | Terrance                | Avsnitt: "Bully for Martin"                        |
| 2003      | Will & Grace                      | Milo                    | Avsnitt: "Field of Queens"                         |
| 2005      | Valley of the Wolves              | Amon                    | 2 avsnitt                                          |
| 2006      | The George Lopez Show             | Ray                     | Avsnitt: ""George Doesn't Trustee Angie's Brother" |
| 2011      | The Simpsons                      | Publicist               | Röstroll, avsnitt: "The Book Job"                  |
| 2012      | Dora utforskaren                  | Don Quixote             | Röstroll, 2 avsnitt                                |
| 2013      | Doll & Em                         | Andy                    | Avsnitt: "Five"                                    |
| 2014      | Kurtlar Vadisi                    | Amon                    | 5 avsnitt                                          |
| 2016      | Ballers                           | Andre Allen             | 6 avsnitt                                          |
| 2018-2019 | 3Below: Tales of Arcadia          | Kung Fialkov            | Röstroll, 7 avsnitt                                |
| 2019      | Modern Love                       | Michael                 | 2 avsnitt                                          |
| 2020      | Flipped                           | Rumualdo                | 5 avsnitt                                          |
| 2020      | Elena of Avalor                   | Hetz, the Weather Shade | Röstroll, avsnitt: "Coronation Day"                |
| 2021      | Rebel                             | Julian Cruz             |                                                    |
| 2024      | Moon Girl och Devil Dinosaur      | Pad-Varr                | Röstroll, avsnitt: "Kid Kree"                      |